# بنجامین کاراموکو
بنجامین کاراموکو (انگلیسی: Benjamin Karamoko؛ زادهٔ ۱۷ مهٔ ۱۹۹۵) بازیکن فوتبال اهل فرانسه است.
از باشگاه‌هایی که در آن بازی کرده‌است می‌توان به باشگاه فوتبال سن-اتین اشاره کرد.
وی همچنین در تیم ملی فوتبال Ivory Coast U23 بازی کرده‌است.